# The Big Donor Show
De Grote Donorshow (título internacional: The Big Donor Show) é um reality show neerlandês criado pela Endemol e exibido em 2007 pelo canal BNN. O programa, devido à sua natureza controversa, recebeu fortes críticas internacionais antes da transmissão.

## O programa
Uma mulher de 37 anos - de nome fictício Lisa -, que sofre de um câncer cerebral incurável, será o centro de uma competição entre três doentes que tentarão convencê-la a doar seu rim.

## Recepção e controvérsias
Em 12 de janeiro de 2008, a cena em que o apresentador Patrick Lodiers revelou que o programa era uma farsa com o objetivo de chamar a atenção para o problema da escassez de doadores de órgãos no país foi eleita o melhor momento da TV holandesa do ano de 2007. Apesar das controversas, o programa ganhou um Emmy Internacional de Melhor Entretenimento sem Roteiro.